# Дибен
Ди́бен (болг. Дъбен) — село в Ловецькій області Болгарії. Входить до складу общини Луковит.

## Населення
За даними перепису населення 2011 року у селі проживали 134 особи, з них 130 осіб (98,5%) — болгари.
Розподіл населення за віком у 2011 році:
Динаміка населення: